# Rodolphe (série télévisée)
Pour les articles homonymes, voir Rodolphe.
Rodolphe est une série télévisée jeunesse québécoise en six épisodes de 25 minutes diffusée du 29 septembre au 3 novembre 1956 à la Télévision de Radio-Canada

## Synopsis
« Rodolphe, un véritable, bien vivant et sincère coureur des bois, toujours joyeux luron et généreux dépanneur, d'incarner son propre personnage à la télévision. À sa suite, il entraînera tous ceux qui voudront le suivre dans le Grand Nord canadien où se dérouleront des aventures de chasse et de contrebande à en couper le souffle. »

## Fiche technique
- Scénarisation : Ambroise Lafortune et Gaston Miron
- Réalisation : Claude Caron

## Distribution
- Clémence DesRochers
- Ambroise Lafortune